# Windup całkowania
Windup całkowania – zjawisko spowodowane interakcją działania członu całkującego (regulatora PID) i nasycenia.
Chociaż wiele aspektów systemu sterowania można zrozumieć w oparciu o teorię układów liniowych, w praktycznie wszystkich regulatorach należy liczyć się z różnymi efektami nieliniowości. Jednym z nich jest tzw. wind-up – zjawisko spowodowane interakcją działania członu całkującego i nasycenia. 
Wszystkie urządzenia wykonawcze charakteryzują się ograniczeniami (np. silnik ma ograniczoną prędkość maksymalną, zawór nie może być otwarty czy zamknięty bardziej niż całkowicie itp.). W układzie sterowania, który pracuje w różnorodnych warunkach, może się tak zdarzyć, że zmienna sterowana może osiągnąć wartość graniczną urządzenia wykonawczego. W takiej sytuacji pętla sprzężenia zwrotnego zostaje przerwana i system działa w pętli otwartej, ponieważ urządzenie wykonawcze pozostaje na wartości granicznej niezależnie od sygnału na wyjściu procesu. Jeśli zastosowany został regulator z członem całkującym, błąd będzie nadal całkowany. To znaczy, że wyrażenie całkujące może osiągnąć bardzo wysoką wartość, czyli mówiąc potocznie – nawija się (ang. winds up). 
W takiej sytuacji konieczne jest, by wartość błędu miała znak przeciwny przez dłuższy okres, aż sytuacja się unormuje (tzw. anti-windup). W efekcie każdy regulator z członem całkującym może, w przypadku nasycenia urządzenia wykonawczego, powodować znaczne stany przejściowe.